# 罗拉 (北达科他州)
罗拉（Rolla），是美国北达科他州下属的一座城市。根据2010年美国人口普查，该市有人口1,280人。2011年估计该市有人口1,305人，相对于2010年，增长率为1.95%。